# モロオ
株式会社モロオは主として医薬品の卸売を行う会社である。かつては「株式会社師尾薬房（もろおやくぼう）」として北海道旭川市流通団地2条4-18に本社を置いていた。

## 概要
- 創業者の師尾護道は、明治19年新潟県北浦原郡水原村で生まれ、明治31年11歳のときに叔父（母親の弟）斉藤弘輔を頼って札幌に来た。
- 明治38年9月東京薬学校を卒業し「北辰病院」に一年間勤務した後「丸一斉藤薬輔・旭川支店」（清水省三郎医院の跡地）に勤務。大正初期に不況から経営に行き詰まり店舗を買い取り「丸一師尾薬輔」開店。
- 荒瀧實医師の企画から「北海製薬株式会社」を設立し「ジゴリン」「ガスペシン」「ガストール」を製造販売し利益を得る。
- 昭和初期にハンス・ウォルフ商会（日本代理店・兵庫県神戸市）の「ユーハー」という体温計を北海道地区では「丸一斉藤」「丸二谷黒」「丸一師尾」にて独占販売する。当時の体温計は、国産では「柏木検温器」「ヘンミ体温計」が出ていたが、一般家庭にはほとんど普及していなかった。「ユーハー」を道内に普及させた。
- 「柏木検温器」は山口県防府市の「柏木薬店」の店主・柏木幸助が開発したものであり「ホームセンタージュンテンドー」の創業者の渡邉文市が勤務していた。
- 創業時から「第一製薬」の第一特約店となっていた。
- 「丸一斉藤」からののれん分けで「丸二谷黒」（後の谷黒太陽堂）「丸一師尾」が設立されている

## 会社概要（1976年）
- 資本金 8,000万円
- 代表取締役社長　　師尾　守泰
- 代表取締役専務　　師尾　直邦
- 代表取締役常務　　師尾　方巳・久保源三

## 会社概要（2006年）
- 本社所在地：北海道札幌市中央区北3条西15丁目1-50
- 資本金 8億円
- 売上高 1020億円（2005年度実績）
- 代表者 代表取締役社長　　師尾　仁
- 従業員数 557名　（2006年3月末現在）

## 沿革
- 1917年4月7日「丸一斉藤」の旭川支店を、師尾護道(初代)が譲り受け旭川区1条目右7号にて「丸一師尾薬房」(旭川区丸一薬局と呼ばれていた)
- 1920年2月「北海製薬株式会社」設立
- 1920年7月「ジゴワリン」製造販売開始
- 1923年12月11日出資金5,000円で「合名會社丸一師尾薬局」と商号変更
- 1931年3月22日護道(初代)の急逝に伴い「合名會社師尾薬局」解散。 長男・守一が護道(二代)を襲名。
- 1931年3月22日「丸一師尾薬房」として営業継続
- 1932年4月「合名會社師尾薬房」発足・本社を旭川市1条7丁目右6号に移転
- 1942年9月「アミカイン注射」製造販売開始
- 1949年3月9日 資本金300万円で「株式会社師尾薬房」設立
- 1950年8月「札幌出張所」開設
- 1951年11月　本社の薬品倉庫新築
- 1956年10月28日「札幌出張所」焼失
- 1959年12月8日「師尾商事」設立
- 1961年3月11日　護道(二代)が脳溢血で急逝、弟・守泰が社長に就任。
- 1962年11月「滝川営業所」設立
- 1963年5月「室蘭営業所」開設
- 1964年7月「釧路営業所」設立
- 1965年5月「帯広連絡所」開設
- 1965年9月「株式会社旭川臨床検査センター」設立
- 1965年10月「白崎薬品株式会社」(函館)と業務提携
- 1966年2月21日「商品センター」新築
- 1966年2月21日「札幌本部」新設
- 1966年7月「岩見沢連絡所」設立 （1973年4月営業所に改組。翌年11月新築移転）
- 1967年11月「株式会社北海道臨床検査センター」発足
- 1968年3月「帯広連絡所」廃止
- 1967年11月9日 札幌支店(北海道札幌市中央区3条西15丁目)を新築し同時にコンピューターを導入する
- 1969年6月「北見連絡所」（1973年4月営業所に改組）、「苫小牧連絡所」開設（1972年10月営業所に改組）
- 1971年9月25日旭川本社を新築移転
- 1972年11月「滝川営業所」を新築移転
- 1973年5月「帯広営業所」開設
- 1973年11月「函館営業所」開設
- 1976年10月「小樽営業所」開設
- 1977年10月「株式会社モロオ」に商号変更
- 1978年9月 オンラインシステム開始
- 1978年10月「釧路営業所」新築移転
- 1978年12月「札幌東営業所」開設
- 1979年12月「帯広営業所」新築
- 1980年7月本社・支店・営業所・連絡所をオンライン化
- 1981年4月「札幌北営業所」「中央営業所」開設
- 1982年2月「株式会社岩堀商店」(釧路)から営業権譲受
- 1982年3月「東洋薬品株式会社」(函館)から営業所譲受
- 1982年4月「札幌西営業所」設立
- 1983年4月「旭川営業所」を「旭川第一営業所」「旭川第二営業所」に分割
- 1983年10月「札幌東営業所」を「札幌東営業所」と「白石営業所」に分割
- 1984年2月「谷黒太陽堂株式会社」(小樽)から営業権譲受
- 1984年4月「旭川薬粧営業所」、「札幌薬粧営業所」を開設
- 1985年2月「北海製薬株式会社」(旭川)から営業権譲受
- 1985年10月「函館営業所」を「函館第一営業所」「函館第二営業所」「函館第三営業所」に分割
- 1985年10月「札幌南営業所」開設
- 1986年7月 メディカルショップ「ふれあいの輪・札幌中央店」(札幌市)開設
- 1986年10月「札幌豊平営業所」開設
- 1986年12月「滝川営業所」新築移転
- 1987年9月「苫小牧営業所」「北見営業所」新築移転
- 1988年1月 「大谷地物流センター」開設
- 1992年10月 「石狩物流センター」開設
- 1996年6月 「株式会社メディソフト」設立
- 2000年3月 「仙台業務センター」開設
- 2001年10月 札幌市中央区北3条西15丁目1-50に本社移転
- 2001年11月 「札幌東営業所」・「豊平営業所」新築移転
- 2002年2月 「コールセンター」開設
- 2003年4月「SAFE」に加盟
- 2004年6月 「オーロラ・ケアネット株式会社」設立
- 2005年10月 本社「ANNEX1」に移転
- 2006年11月名古屋の医薬品卸「シーエス薬品」と一般用医薬品での業務提携

## 師尾薬房の支店・営業所（1976年）
- 旭川本社　　　北海道旭川市流通団地2条4-18
- 札幌支店　　　札幌市中央区北3条西15
- 滝川営業所　　滝川市新町5-16-4
- 釧路営業所　　釧路市柳町2-1
- 室蘭営業所　　室蘭市寿町3-2-5
- 苫小牧営業所　苫小牧市船見町1-1-12
- 岩見沢営業所　岩見沢市大和3条5
- 北見営業所　　北見市三輪775
- 帯広営業所　　帯広市大通南22-6
- 函館営業所　　函館市昭和町448

## モロオの支店・営業所（2006年）
- 本社　　　 　　北海道札幌市中央区北3条西15丁目
- 旭川支店 　　　北海道旭川市流通団地2条4丁目
- 札幌北営業所 　北海道札幌市北区百合が原3丁目5-3
- 札幌西営業所 　北海道札幌市西区発寒13条14丁目1080-32
- ヘルスケア受注 北海道旭川市流通団地2条4丁目
- 留萌連絡所　　 北海道留萌市錦町1丁目5-6
- 稚内出張所 　　北海道稚内市港2丁目7
- 岩見沢営業所 　北海道岩見沢市大和3条5丁目11
- 小樽営業所 　　北海道小樽市信香町3-1
- 帯広営業所　　 北海道帯広市大通南22丁目4
- 北見営業所 　　北海道北見市卸町1丁目3-3
- 釧路営業所 　　北海道釧路市入江町15-1
- 滝川営業所 　　北海道滝川市流通団地2丁目3-1
- 苫小牧営業所 　北海道苫小牧市船見町1丁目1-8
- 名寄営業所 　　北海道名寄市字徳田248-7
- 函館支店 　　　北海道函館市万代町20-3
- 室蘭営業所 　　北海道室蘭市日の出町2丁目2-10
- 大谷地物流センター 北海道札幌市白石区流通センター6丁目1-21
- 石狩物流センター 　北海道石狩市新港西1丁目
- モロオ・小売部 　　北海道恵庭市戸磯347-4
- 仙台業務センター 　宮城県黒川郡大和町流通平4-1
- ニセコ保養所 　　　北海道虻田郡ニセコ町字ニセコ318-3

## 主な取引メーカー（1976年）
- 三共
- 第一製薬
- 山之内製薬
- 藤沢薬品
- エーザイ
- 日本新薬

## 関係会社（1976年）
- 札幌臨床検査センター
- あけぼの不動産
- 北医研

## 備考
- モロオのシンボルマークの「コズミック-エム」は、宇宙の広大の無辺な秩序・調和「Science」「Intelligence」「Health」「Culture」「Life」を意味する。